# Dedo (woreda)
Pour les articles homonymes, voir Dedo (homonymie).
Dedo (en oromo : Deedoo) est un woreda de l'ouest de l’Éthiopie situé dans la zone Jimma  de la région Oromia. Il compte 288 457 habitants en 2007.

## Situation
Situé dans la région Oromia, dans le sud de la zone Jimma, Dedo est limitrophe de la zone spéciale Jimma au nord. Vers le sud, il est bordé par la rivière Gojeb qui le sépare de la zone Keffa et du woreda spécial Konta de la région Éthiopie du Sud-Ouest.
Il est entouré dans la zone Jimma par Shebe Senbo, Seka Chekorsa, Kersa et Omo Nada.
Son chef-lieu s'appelle Dedo comme le woreda, mais porte aussi le nom de « Shek ». Il se trouve une vingtaine de kilomètres au sud de Jimma.

## Population
Le recensement national de 2007 fait état pour ce woreda d'une population totale de 288 457 habitants dont 2 % de citadins qui sont les 5 755 habitants de Shek. La plupart des habitants (93 %) sont musulmans, 5 % sont orthodoxes et 1 % sont protestants.
En 2022, la population est estimée à 407 175 personnes avec une densité de population de 269 personnes par km2 et 1 516 km2 de superficie.